# Krzysztof Kociubiński
Krzysztof Mariusz Kociubiński (ur. 13 stycznia 1971 w Lwówku Śląskim) – polski politolog, doktor habilitowany nauk humanistycznych, nauczyciel akademicki Uniwersytetu Wrocławskiego, dyrektor Instytutu Studiów Międzynarodowych tej uczelni, specjalności naukowe: niemcoznawstwo, samorząd terytorialny, systemy polityczne.

## Życiorys
W 1995 ukończył na Uniwersytecie Wrocławskim studia na kierunku politologia. W 1999 na podstawie rozprawy pt. Euroregion Nysa – polityka informacyjna i opinia mieszkańców województwa jeleniogórskiego uzyskał na Wydziale Nauk Społecznych UWr stopień naukowy doktora nauk humanistycznych w dyscyplinie nauki o polityce specjalność: nauki o polityce. Tam też na podstawie dorobku naukowego oraz monografii pt. Polski samorząd gminny w procesie integracji europejskiej na tle funkcjonowania samorządów innych państw UE otrzymał w 2011 stopień doktora habilitowanego nauk humanistycznych dyscyplina: nauki o polityce specjalność: system polityczny.
Został profesorem nadzwyczajnym w Instytucie Studiów Międzynarodowych Wydziału Nauk Społecznych UWr i dyrektorem tego instytutu. Był także wykładowcą następujących uczelni: Dolnośląska Szkoła Wyższa Edukacji Towarzystwa Wiedzy Powszechnej we Wrocławiu (Wydział Nauk Społecznych i Dziennikarstwa; Instytut Stosunków Międzynarodowych) i Dolnośląska Wyższa Szkoła Przedsiębiorczości i Techniki w Polkowicach (Wydział Nauk Społecznych).